# Armamar
Armamar és un municipi portuguès, situat al districte de Viseu, a la regió del Nord i a la Subregió del Douro. L'any 2006 tenia 7.217 habitants. Es divideix en 19 freguesies. Limita al nord amb Peso da Régua, al nord-est amb Sabrosa, a l'est amb Tabuaço, al sud-est amb Moimenta da Beira, al sud-oest amb Tarouca i a l'oest amb Lamego.
| Població del concelho d'Armamar (1801 – 2004) | Població del concelho d'Armamar (1801 – 2004) | Població del concelho d'Armamar (1801 – 2004) | Població del concelho d'Armamar (1801 – 2004) | Població del concelho d'Armamar (1801 – 2004) | Població del concelho d'Armamar (1801 – 2004) | Població del concelho d'Armamar (1801 – 2004) | Població del concelho d'Armamar (1801 – 2004) | Població del concelho d'Armamar (1801 – 2004) |
| --------------------------------------------- | --------------------------------------------- | --------------------------------------------- | --------------------------------------------- | --------------------------------------------- | --------------------------------------------- | --------------------------------------------- | --------------------------------------------- | --------------------------------------------- |
| 1801                                          | 1849                                          | 1900                                          | 1930                                          | 1960                                          | 1981                                          | 1991                                          | 2001                                          | 2004                                          |
| 3641                                          | 4882                                          | 12092                                         | 11330                                         | 12159                                         | 9426                                          | 8677                                          | 7492                                          | 7318                                          |

## Freguesies
- Aldeias
- Aricera
- Armamar
- Cimbres
- Coura
- Folgosa
- Fontelo
- Goujoim
- Queimada
- Queimadela
- Santa Cruz, anteriorment Santa Cruz de Lumiares
- Santiago
- Santo Adrião
- São Cosmado
- São Martinho das Chãs
- São Romão
- Tões
- Vacalar
- Vila Seca

## Fills il·lustres
- Francisco Gomes Teixeira (1851-1933), matemàtic i rector de la Universitat de Porto.